# International League for Human Rights
Die International League for Human Rights (ILHR) wurde im Jahre 1941, als die Fédération Internationale des Ligues des Droits de l’Homme (FIDH) kriegsbedingt nicht arbeiten konnte, in New York City als neuer internationaler Dachverband der Menschenrechtsbewegung gegründet.
Deutsche Vertretung wurde nach dem Zweiten Weltkrieg die Internationale Liga für Menschenrechte (Berlin), Sektion Berlin e.V.
Warum es später nicht zur Vereinigung von FIDH und ILHR kam, ist nicht bekannt.